# Arimanno
Col termine di arimanno (dal germanico Heer - esercito e Mann - uomo) si indicava, specificamente in ambito longobardo, ogni maschio adulto libero in grado di portare le armi, ammesso per questo a partecipare all'assemblea comunitaria (gairethinx), con ciò facendo coincidere dignità militare e dignità civile.

Il termine, etimologicamente "uomo in armi", sottintende lo stretto legame tra libertà individuale e diritto-dovere di combattere esistente nelle antiche comunità germaniche, frammentate e dedite alla guerra ed al saccheggio ai danni dei vicini per una parte dell'anno. Col tempo, che portò alla nascita di entità politiche superiori alla tribù, a più perfezionate tecniche militari, ad operazioni belliche di portata e durata sempre maggiori, fu necessaria una migliore suddivisione dei compiti all'interno della società e per sopravvivere molti dovettero rinunciare a prestare servizio militare (degradandosi quindi ad inermes, come erano definiti i lavoratori delle campagne romane, ossia a pauperes, secondo il vocabolario carolingio).
Se tale tendenza già in atto fu accelerata, con la conquista dell'Italia, dalla fusione con le strutture politico-economiche di origine romana, il feudalesimo franco e la dissoluzione dell'impero carolingio fecero scomparire definitivamente gli arimanni come gruppo sociale, di cui ultimi epigoni furono gli allodieri: probabilmente una parte di essi, postasi al servizio dei potenti, andò a costituire il germe della nascente cavalleria; un'altra parte, la maggioranza, si confuse con la massa dei contadini asserviti, nell'ambito della redistribuzione dei poteri che portò alla signoria di banno.
L'organizzazione comunitaria degli arimanni (tradizionalmente indipendente, sebbene in modo parziale ed instabile, dal potere locale, viceversa legata direttamente al sovrano), con il nome stesso, si conservò ancora per secoli in certi nuclei rurali, destinati talvolta a dar vita a comuni; col tempo tuttavia, data la latitanza di un potere regio cui rendere gli obblighi tradizionali e che ne riconoscesse nel contempo i diritti di uomini liberi, gli arimanni persero nei fatti il diritto (e la possibilità economica) di portare armi, conservando all'opposto gli obblighi connessi alla guerra, sotto forma di «servizio» (obsequium), quali la costruzione ed il mantenimento di ponti, fortificazioni, strade: il loro status venne visto in definitiva come più gravoso rispetto a quello della maggioranza della popolazione asservita.